# Andrei-Sacharow-Freiheitspreis
Der Andrei Sacharow-Freiheitspreis (norwegisch Andrej Sakharovs frihetspris, englisch Andrei Sakharov Freedom Award) ist ein Preis, der vom Norwegischen Helsinki-Komitee für Personen und Organisationen verliehen wird, die sich für die Wahrung der Menschenrechte in ihrem Land einsetzen und deshalb bedroht oder verhaftet wurden.
Der Preis wird seit 1980 im Gedenken an den sowjetischen Menschenrechtsaktivisten Andrei Sacharow verliehen.

## Preisträger
| Jahr | Name                                                                                   | Land          | Anmerkungen                                                      | Weblinks          |
| ---- | -------------------------------------------------------------------------------------- | ------------- | ---------------------------------------------------------------- | ----------------- |
| 1984 | Charta 77                                                                              | ČSSR          | Bürgerrechtsorganisation                                         |                   |
| 1996 | Sergei Kowaljow                                                                        | Russland      | Menschenrechtler, Gründer von Memorial                           |                   |
| 2002 | Elisa Mussajewa                                                                        | Russland      | Menschenrechtsaktivistin für Memorial in Nasran in Inguschetien  | [ 1 ]             |
| 2002 | Amor Mašović                                                                           | Bosnien       | Menschenrechtler, Leiter der Kommission für vermisste Personen   |                   |
| 2006 | Ales Bjaljazki                                                                         | Weißrussland  | Menschenrechtsaktivist, Leiter des Menschenrechtszentrums Wjasna |                   |
| 2007 | Swetlana Gannuschkina                                                                  | Russland      | Gründerin der Flüchtlingshilfsorganisation Bürgerunterstützung   | [ 2 ] [ 3 ]       |
| 2010 | Jewgeni Schowtis                                                                       | Kasachstan    | Menschenrechtler, Leiter des Büros für Menschenrechte und Gesetz | [ 4 ]             |
| 2012 | Golos                                                                                  | Russland      | Wahlbeobachtungsorganisation                                     | [ 5 ] [ 6 ] [ 7 ] |
| 2014 | Rəsul Cəfərov, Leyla Yunus, Anar Məmmədli und İntiqam Əliyev                           | Aserbaidschan | Menschenrechtsaktivisten, inhaftiert                             | [ 8 ]             |
| 2017 | Die Zeitung Nowaja gaseta und die Organisation Committee for the Prevention of Torture | Russland      | Komitee zur Verhütung von Folter                                 | [ 9 ]             |
| 2019 | Ungarisches Helsinki-Komitee                                                           | Ungarn        | Menschenrechtsorganisation                                       | [ 10 ]            |
| 2021 | Juri Alexejewitsch Dmitrijew                                                           | Russland      | Historiker and Dissident                                         | [ 11 ]            |
| 2023 | Truth Hounds                                                                           | Ukraine       | Menschenrechtsorganisation                                       | [ 12 ]            |